# NGC 462
NGC 462 је елиптична галаксија у сазвежђу Рибе која се налази на NGC листи објеката дубоког неба.
Деклинација објекта је + 4° 13' 35" а ректасцензија 1h 18m 10,9s. Привидна величина (магнитуда) објекта NGC 462 износи 14,7 а фотографска магнитуда 15,7. NGC 462 је још познат и под ознакама NPM1G +03.0047, PGC 4667.